# Beychac-et-Caillau
Pour les articles homonymes, voir Caillau.
Beychac-et-Cailleau redirige ici.
Pour les articles ayant des titres homophones, voir Caillaud, Caillaux, Cailleaux, Caillot et Cayo.
Beychac-et-Caillau (parfois orthographié Beychac-et-Cailleau) est une commune du Sud-Ouest de la France, située dans le département de la Gironde, en région Nouvelle-Aquitaine.

## Géographie

### Localisation
Commune du nord de l'Entre-deux-Mers, dans la partie sud de la presqu'île formée par la confluence entre la Dordogne et la Garonne, Beychac-et-Caillau est également située dans le nord de l'aire d'attraction de Bordeaux et dans son unité urbaine, sur la route nationale 89, entre Bordeaux et Libourne. Elle est bordée à l'ouest par la Laurence, un ruisseau affluent de la Dordogne.

### Communes limitrophes
Les communes limitrophes sont  Montussan, Pompignac, Saint-Germain-du-Puch, Saint-Sulpice-et-Cameyrac, Sallebœuf et Vayres.
| Montussan | Saint-Sulpice-et-Cameyrac | Vayres                |
|           | Beychac-et-Caillau        |                       |
| Pompignac | Sallebœuf                 | Saint-Germain-du-Puch |

### Climat
Le climat qui caractérise la commune est qualifié, en 2010, de « climat océanique altéré », selon la typologie des climats de la France qui compte alors huit grands types de climats en métropole. En 2020, la commune ressort du même type de climat dans la classification établie par Météo-France, qui ne compte désormais, en première approche, que cinq grands types de climats en métropole. Il s’agit d’une zone de transition entre le climat océanique, le climat de montagne et le climat semi-continental. Les écarts de température entre hiver et été augmentent avec l'éloignement de la mer. La pluviométrie est plus faible qu'en bord de mer, sauf aux abords des reliefs.
Les paramètres climatiques qui ont permis d’établir la typologie de 2010 comportent six variables pour les températures et huit pour les précipitations, dont les valeurs correspondent à la normale 1971-2000. Les sept principales variables caractérisant la commune sont présentées dans l'encadré ci-après.
| Paramètres climatiques communaux sur la période 1971-2000 - Moyenne annuelle de température : 12,9 °C - Nombre de jours avec une température inférieure à −5 °C : 2,6 j - Nombre de jours avec une température supérieure à 30 °C : 7,4 j - Amplitude thermique annuelle : 14,8 °C - Cumuls annuels de précipitation : 867 mm - Nombre de jours de précipitation en janvier : 11,7 j - Nombre de jours de précipitation en juillet : 6,8 j |

Avec le changement climatique, ces variables ont évolué. Une étude réalisée en 2014 par la Direction générale de l'Énergie et du Climat complétée par des études régionales prévoit en effet que la  température moyenne devrait croître et la pluviométrie moyenne baisser, avec toutefois de fortes variations régionales. La station météorologique de Météo-France installée sur la commune et mise en service en 1971 permet de connaître l'évolution des indicateurs météorologiques. Le tableau détaillé pour la période 1981-2010 est présenté ci-après.
| Mois                                  | jan.            | fév.            | mars           | avril           | mai           | juin          | jui.          | août          | sep.          | oct.          | nov.          | déc.            | année     |
| ------------------------------------- | --------------- | --------------- | -------------- | --------------- | ------------- | ------------- | ------------- | ------------- | ------------- | ------------- | ------------- | --------------- | --------- |
| Température minimale moyenne (°C)     | 2,5             | 2,8             | 4,9            | 6,8             | 10,4          | 13,4          | 15,2          | 15,1          | 12,1          | 9,7           | 5,5           | 3,1             | 8,5       |
| Température moyenne (°C)              | 6               | 7               | 9,8            | 12              | 15,7          | 18,9          | 21            | 21            | 18            | 14,5          | 9,4           | 6,5             | 13,4      |
| Température maximale moyenne (°C)     | 9,5             | 11,3            | 14,7           | 17,2            | 21,1          | 24,4          | 26,7          | 26,9          | 23,8          | 19,2          | 13,2          | 10              | 18,2      |
| Record de froid (°C) date du record   | −16 16.01.1985  | −9,9 12.02.12   | −11,5 01.03.05 | −2,4 12.04.1986 | 1,3 06.05.02  | 2,8 01.06.06  | 7,2 11.07.04  | 5,6 31.08.10  | 1,4 25.09.02  | −4,5 25.10.03 | −8,4 17.11.07 | −11,8 17.12.01  | −16 1985  |
| Record de chaleur (°C) date du record | 19,7 13.01.1993 | 24,5 24.02.1990 | 27 20.03.05    | 30,6 24.04.07   | 33,7 30.05.01 | 39,8 26.06.11 | 38,4 18.07.06 | 40,3 04.08.03 | 37,6 03.09.05 | 31 06.10.09   | 25,6 08.11.15 | 22,1 16.12.1989 | 40,3 2003 |
| Précipitations (mm)                   | 79,6            | 64,4            | 62,2           | 78              | 71,3          | 59,9          | 52,5          | 53,4          | 68            | 79,7          | 92            | 91,7            | 852,7     |

## Urbanisme

### Typologie
Au 1er janvier 2024, Beychac-et-Caillau est catégorisée commune rurale à habitat dispersé, selon la nouvelle grille communale de densité à sept niveaux définie par l'Insee en 2022.
Elle appartient à l'unité urbaine de Bordeaux, une agglomération intra-départementale regroupant 73  communes, dont elle est une commune de la banlieue,,. Par ailleurs la commune fait partie de l'aire d'attraction de Bordeaux, dont elle est une commune de la couronne,. Cette aire, qui regroupe 275 communes, est catégorisée dans les aires de 700 000 habitants ou plus (hors Paris),.

### Occupation des sols

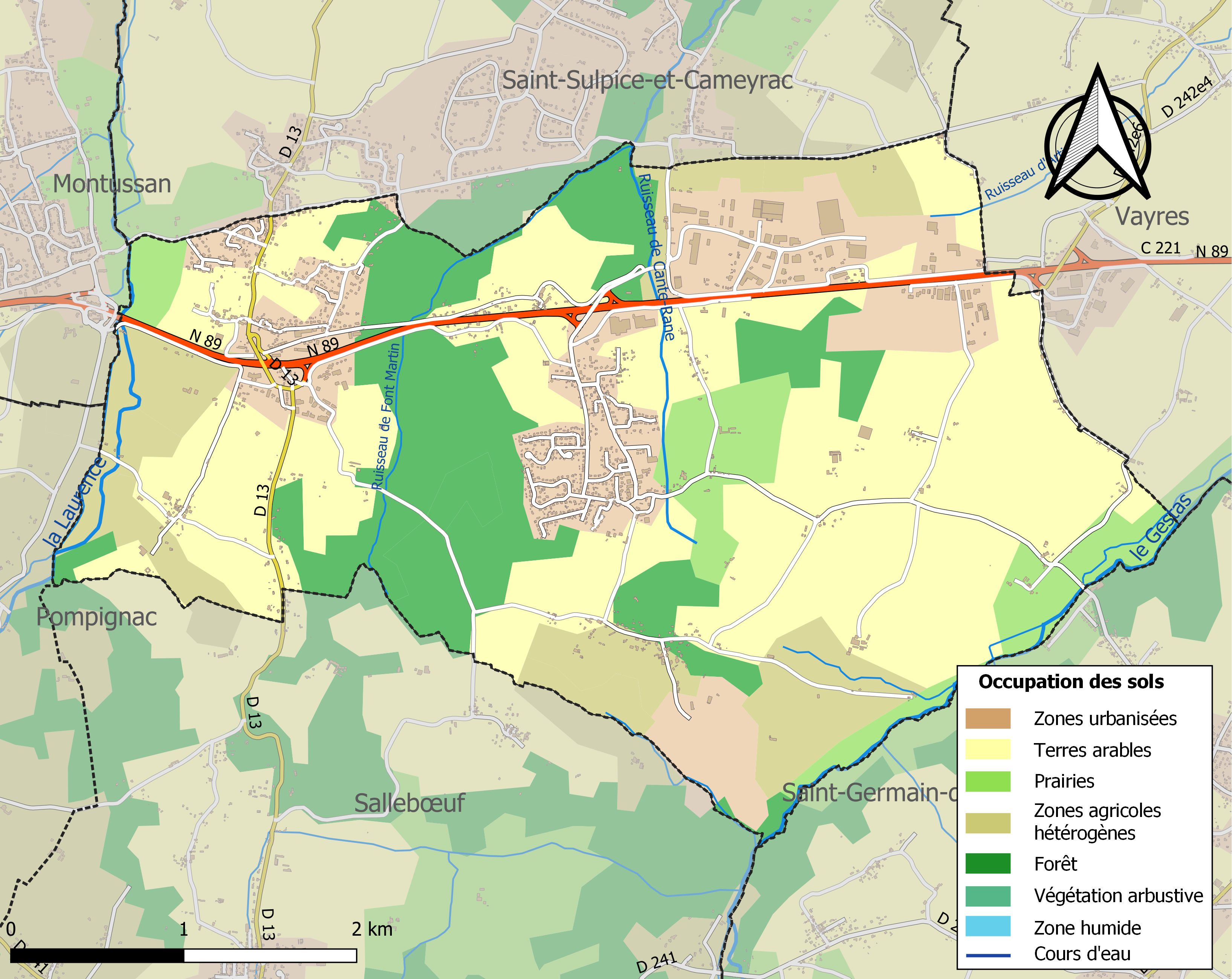
Carte des infrastructures et de l'occupation des sols de la commune en 2018 (CLC).

L'occupation des sols de la commune, telle qu'elle ressort de la base de données européenne d’occupation biophysique des sols Corine Land Cover (CLC), est marquée par l'importance des territoires agricoles (63 % en 2018), en diminution par rapport à 1990 (75,9 %). La répartition détaillée en 2018 est la suivante : 
cultures permanentes (42,7 %), forêts (18,4 %), zones agricoles hétérogènes (12,9 %), zones urbanisées (8,8 %), zones industrielles ou commerciales et réseaux de communication (7,6 %), prairies (7,4 %), espaces verts artificialisés, non agricoles (2,3 %). L'évolution de l’occupation des sols de la commune et de ses infrastructures peut être observée sur les différentes représentations cartographiques du territoire : la carte de Cassini (XVIIIe siècle), la carte d'état-major (1820-1866) et les cartes ou photos aériennes de l'IGN pour la période actuelle (1950 à aujourd'hui).

### Risques majeurs
Le territoire de la commune de Beychac-et-Caillau est vulnérable à différents aléas naturels : météorologiques (tempête, orage, neige, grand froid, canicule ou sécheresse), inondations, mouvements de terrains et séisme (sismicité faible). Un site publié par le BRGM permet d'évaluer simplement et rapidement les risques d'un bien localisé soit par son adresse soit par le numéro de sa parcelle.
La commune a été reconnue en état de catastrophe naturelle au titre des dommages causés par les inondations et coulées de boue survenues en 1982, 1983, 1993, 1999, 2009, 2013 et 2021,.
Les mouvements de terrains susceptibles de se produire sur la commune sont des tassements différentiels.

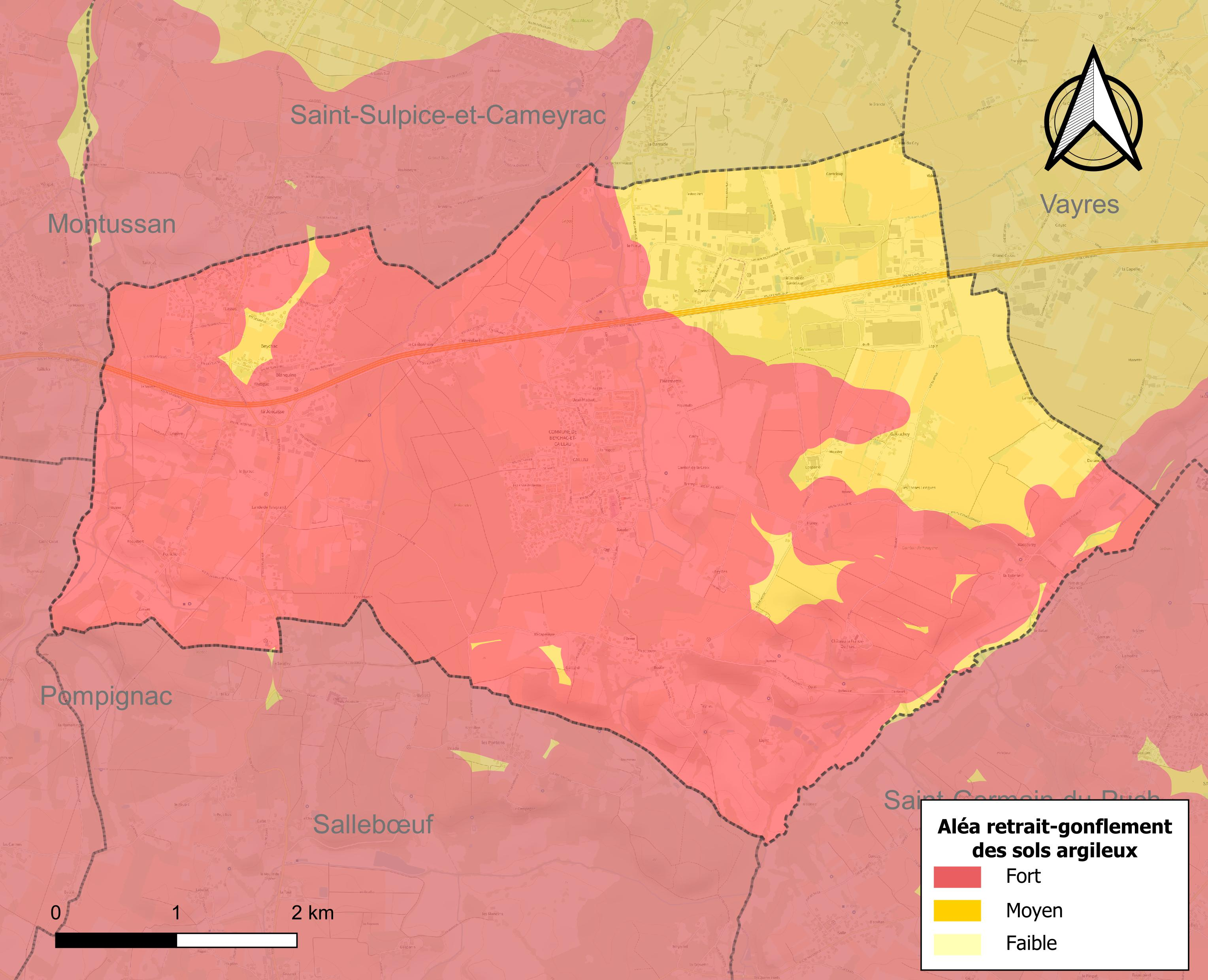
Carte des zones d'aléa retrait-gonflement des sols argileux de Beychac-et-Caillau.

Le retrait-gonflement des sols argileux est susceptible d'engendrer des dommages importants aux bâtiments en cas d’alternance de périodes de sécheresse et de pluie. La totalité de la commune est en aléa moyen ou fort (67,4 % au niveau départemental et 48,5 % au niveau national). Sur les 904 bâtiments dénombrés sur la commune en 2019,  904 sont en aléa moyen ou fort, soit 100 %, à comparer aux 84 % au niveau départemental et 54 % au niveau national. Une cartographie de l'exposition du territoire national au retrait gonflement des sols argileux est disponible sur le site du BRGM,.
Par ailleurs, afin de mieux appréhender le risque d’affaissement de terrain, l'inventaire national des cavités souterraines permet de localiser celles situées sur la commune.
Concernant les mouvements de terrains, la commune a été reconnue en état de catastrophe naturelle au titre des dommages causés par la sécheresse en 1989, 1992, 2003, 2005 et 2017 et par des mouvements de terrain en 1999.

## Toponymie
Le nom de la commune vient probablement de l’anthroponyme gallo-romain Bayssacus ou Bayssarius avec le suffixe latin de propriété -ac et du gascon cailhau qui signifie « caillou, pierre ». En gascon, le nom de la commune est Baishac e Calhau. Sur son site internet, la commune orthographie le nom sous la forme « Beychac-et-Cailleau ». L'Insee et les autres sources institutionnelles retiennent cependant la graphie « Beychac-et-Caillau ».

## Histoire
Il existe d'anciennes ruines gallo-romaines sur les territoires de Beychac-et-Caillau du côté du "Filotier".
C'est au Moyen Âge que se manifeste Cailhau à travers le prieuré du Casteret. Créé en l'an 1040-1050, il dépend des bénédictins de La Sauve-Majeure. Au cours de la guerre de Cent Ans, les paroisses de Beychac et de Caillau tombaient sous l'occupation anglaise. Après cet épisode, les cadres politiques se sont stabilisés permettant aux populations de se développer, de cultiver des terres et de créer de nouvelles richesses.
À la Révolution, la paroisse Saint-Marcel de Beychac forme la commune de Beychac et la paroisse Saint-Pierre de Caillau la commune de Caillau. En 1800, la commune de Caillau est rattachée à celle de Beychac qui devient Beychac-et-Caillau.

## Politique et administration
La commune de Beychac-et-Caillau fait partie de l'arrondissement de Bordeaux. À la suite du découpage territorial de 2014 entré en vigueur à l'occasion des élections départementales de 2015, la commune est transférée du canton de Cenon modifié au nouveau canton de la Presqu'île,. Beychac-et-Caillau fait également partie de la communauté de communes Les Rives de la Laurence.

### Liste des maires
| Période                                  | Période  | Identité               | Étiquette | Qualité                                                           |
| ---------------------------------------- | -------- | ---------------------- | --------- | ----------------------------------------------------------------- |
| 1790                                     | 1792     | Jacques Pouget         |           |                                                                   |
| 1792                                     | 1795     | Bernard Levris         |           |                                                                   |
| 1795                                     | 1796     | Zacharie Duburg        |           |                                                                   |
| 1796                                     | 1803     | Jean Penicaud          |           |                                                                   |
| 1803                                     | 1815     | Jean Cassagnebere      |           |                                                                   |
| 1816                                     | 1821     | Jean Casteron          |           |                                                                   |
| 1821                                     | 1824     | Robert (de) Salafond   |           |                                                                   |
| 1824                                     | 1827     | Xavier Bonnard         |           |                                                                   |
| 1827                                     | 1831     | Jean Cassagnebere      |           |                                                                   |
| 1831                                     | 1837     | Arnaud Abadie          |           |                                                                   |
| 1837                                     | 1840     | François Langlume      |           |                                                                   |
| 1848                                     | 1856     | André Daller           |           |                                                                   |
| 1856                                     | 1870     | Xavier Bonnard         |           |                                                                   |
| 1870                                     | 1874     | André Daller           |           |                                                                   |
| 1874                                     | 1888     | Jean Pitray (de)       |           |                                                                   |
| 1888                                     | 1889     | Luc Duprat             |           |                                                                   |
| 1889                                     | 1889     | Jean Simon             |           |                                                                   |
| 1889                                     | 1891     | Pierre Cazeau          |           |                                                                   |
| 1892                                     | 1892     | Pierre Bernier         |           |                                                                   |
| 1893                                     | 1900     | Millon Des Marquets    |           |                                                                   |
| 1900                                     | 1920     | Jean Bernard           |           |                                                                   |
| 1920                                     | 1930     | Jean Edmond Martin     |           |                                                                   |
| 1930                                     | 1933     | Elie Pitray (de)       |           |                                                                   |
| 1933                                     | 1945     | Jean Chambolle         |           |                                                                   |
| 1945                                     | 1959     | Roger Gelly            |           |                                                                   |
| 1959                                     | 1965     | André Bellecule        |           |                                                                   |
| 1965                                     | 1983     | Roger Gelly            |           |                                                                   |
| 1983                                     | 1989     | Philippe Garrigue      | PS        |                                                                   |
| 1989                                     | 1990     | Francis Brachet        |           |                                                                   |
| 1990                                     | 1991     | Jean-Claude Descourtis |           |                                                                   |
| 1991                                     | En cours | Philippe Garrigue      | PS        | Retraité Fonction publique Président de la Communauté de Communes |
| Les données manquantes sont à compléter. |          |                        |           |                                                                   |

## Démographie
Les habitants sont appelés les Beychacais-et-Caillalais.
| 1793 | 1800 | 1806 | 1821 | 1831 | 1836 | 1841 | 1846 | 1851 |
| ---- | ---- | ---- | ---- | ---- | ---- | ---- | ---- | ---- |
| 192  | 159  | 408  | 548  | 523  | 630  | 620  | 623  | 604  |

| 1856 | 1861 | 1866 | 1872 | 1876 | 1881 | 1886 | 1891 | 1896 |
| ---- | ---- | ---- | ---- | ---- | ---- | ---- | ---- | ---- |
| 635  | 645  | 636  | 711  | 695  | 665  | 671  | 670  | 686  |

| 1901 | 1906 | 1911 | 1921 | 1926 | 1931 | 1936 | 1946 | 1954 |
| ---- | ---- | ---- | ---- | ---- | ---- | ---- | ---- | ---- |
| 666  | 711  | 669  | 638  | 629  | 653  | 645  | 686  | 697  |

| 1962 | 1968 | 1975 | 1982  | 1990  | 1999  | 2006  | 2007  | 2012  |
| ---- | ---- | ---- | ----- | ----- | ----- | ----- | ----- | ----- |
| 711  | 731  | 976  | 1 468 | 1 611 | 1 782 | 1 903 | 1 920 | 2 008 |

| 2017  | 2022  | - | - | - | - | - | - | - |
| ----- | ----- | - | - | - | - | - | - | - |
| 2 227 | 2 608 | - | - | - | - | - | - | - |

## Économie
Beychac-et-Caillau est établi sur un sol varié des terres argilo-calcaires, argilo-siliceuses ou argilo-graveleuses toutes assez fertiles qui a permis, pendant longtemps, à la commune de vivre de sa propre production. Aujourd'hui, l'agriculture n'assure plus la subsistance de la population ; on a assisté progressivement à l'implantation de la culture quasi-exclusive de la vigne. La production viticole représente un des éléments de valorisation incontestables du territoire de la commune.
L'implantation du Syndicat Viticole des bordeaux et bordeaux-supérieur (Planète Bordeaux) en 1979 participe également à cette valorisation.

## Culture locale et patrimoine

### Lieux et monuments
- Église Saint-Marcel de Beychac-et-Caillau, située route de l'Église, au lieu-dit l'Artigue.
- Église Saint-Pierre de Caillau, située à l'angle de la route de l'Ourme et de la rue dite bourg de Caillau.

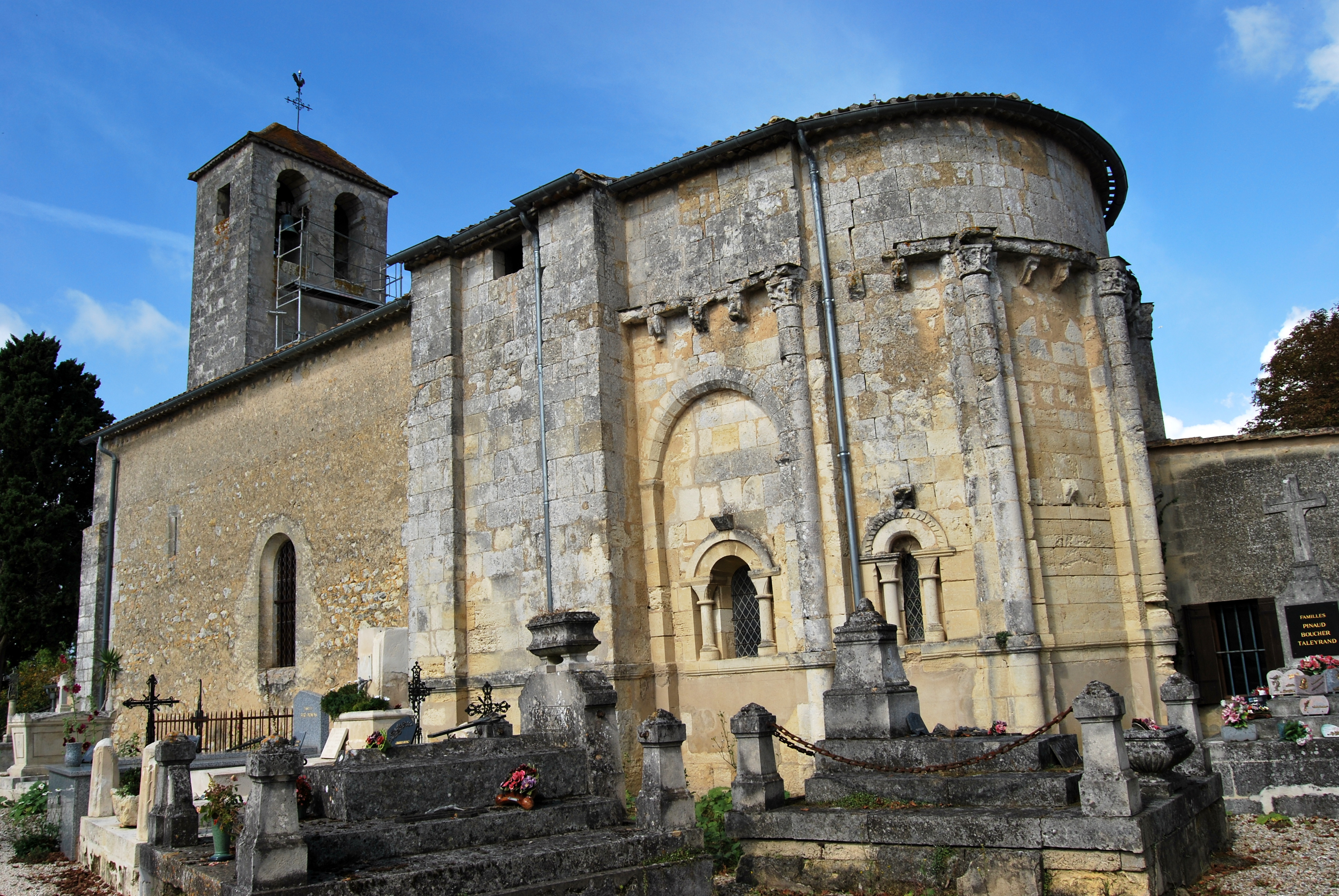
Église Saint-Marcel
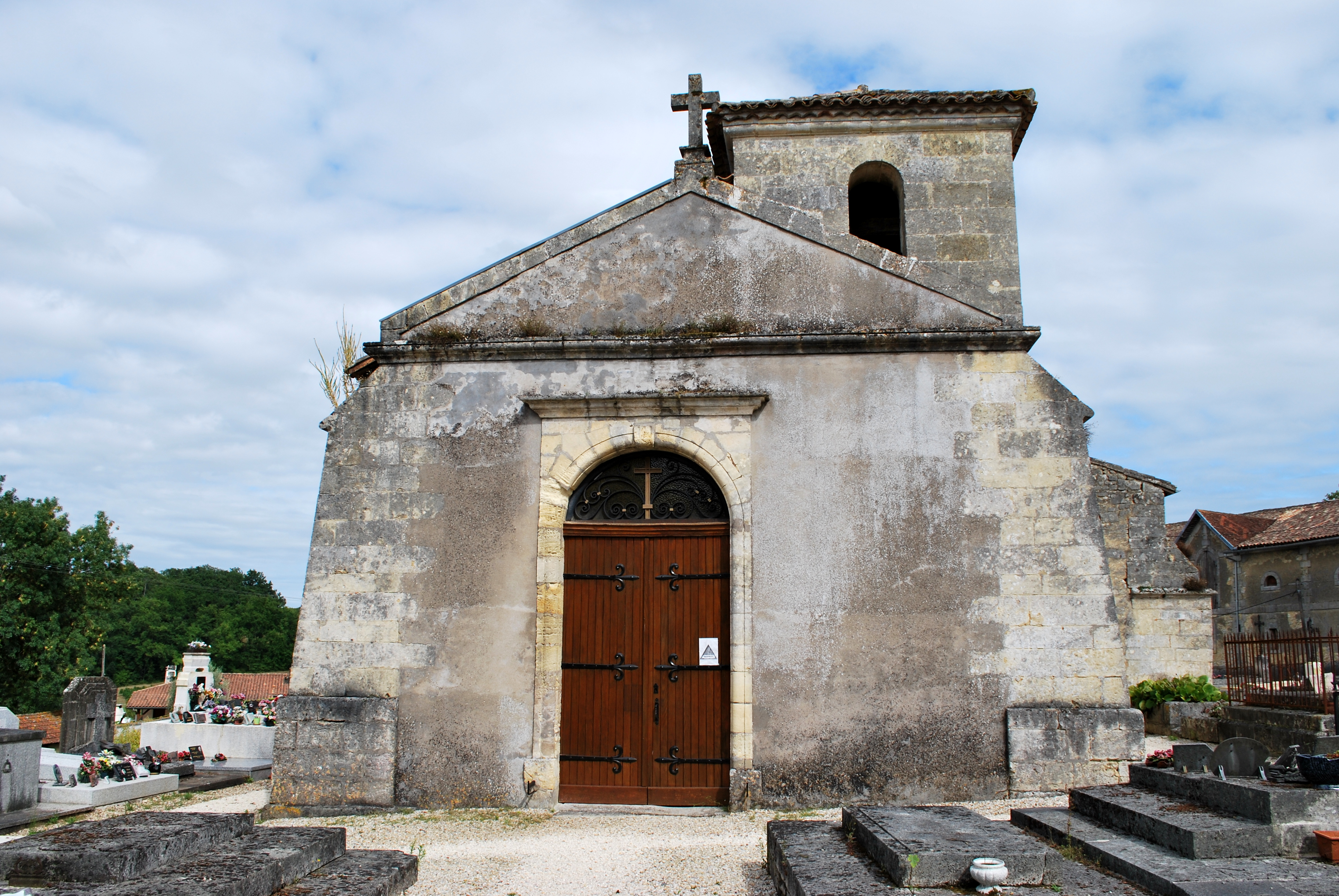
Église Saint-Pierre

### Personnalités liées à la commune
- Jacques Paul Fronton Duplantier (1764-1814), avocat, botaniste et homme politique.

### Héraldique
| Blason de Beychac-et-Caillau | Blason  | De pourpre à la bande d'or chargée en cœur d'une grappe de raisin d'or tigée et ombrée du champ et posée à plomb, accompagnée en chef d'un faucon contourné d'argent et en pointe des deux églises du lieu aussi d'argent et ajourées de sable, en perspective cavalière et rangées en bande. |
| Blason de Beychac-et-Caillau | Détails | Les deux églises sont l'église Saint-Marcel de Beychac en haut à gauche et l'église Saint-Pierre de Caillau en bas à droite. Le statut officiel du blason reste à déterminer. |